# أبو مشهور
أبو مشهور، قرية رئيسية تابعة لمركز بركة السبع التابع لمحافظة المنوفية في جمهورية مصر العربية.

## التاريخ
قرية أبو مشهور من القرى القديمة، حيث وردت باسم «منى أبو ثور» من أعمال السمنودية ضمن قرى الروك الصلاحي التي أحصاها ابن مماتي في كتاب قوانين الدواوين. كما وردت باسم «منى بو ثور» في أعمال الغربية ضمن قرى الروك الناصري التي أحصاها ابن الجيعان في كتاب «التحفة السنية بأسماء البلاد المصرية». وفي العصر العثماني، تغير اسمها إلى «أبو طور» في التربيع العثماني الذي أجراه الوالي العثماني سليمان باشا الخادم في عصر السلطان العثماني سليمان القانوني ضمن قرى ولاية الغربية، وفي تاريخ 1228هـ/1813م الذي عدّ قرى مصر بعد المسح الذي قام به محمد علي باشا باسم «أبو طور» ضمن قرى مديرية المنوفية. تغيّر الاسم من «أبو طور» إلى «أبو مشهور» سنة 1351هـ/1932م، وعند تأسيس مركز بركة السبع، اقتطعت القرية من مركز السنطة في محافظة الغربية، وضمت لمركز بركة السبع حديث الإنشاء.

## السكان
بلغ عدد سكان أبو مشهور 11,088 نسمة، حسب الإحصاء الرسمي لعام 2006.